# Leipziger Allee (Anklam)

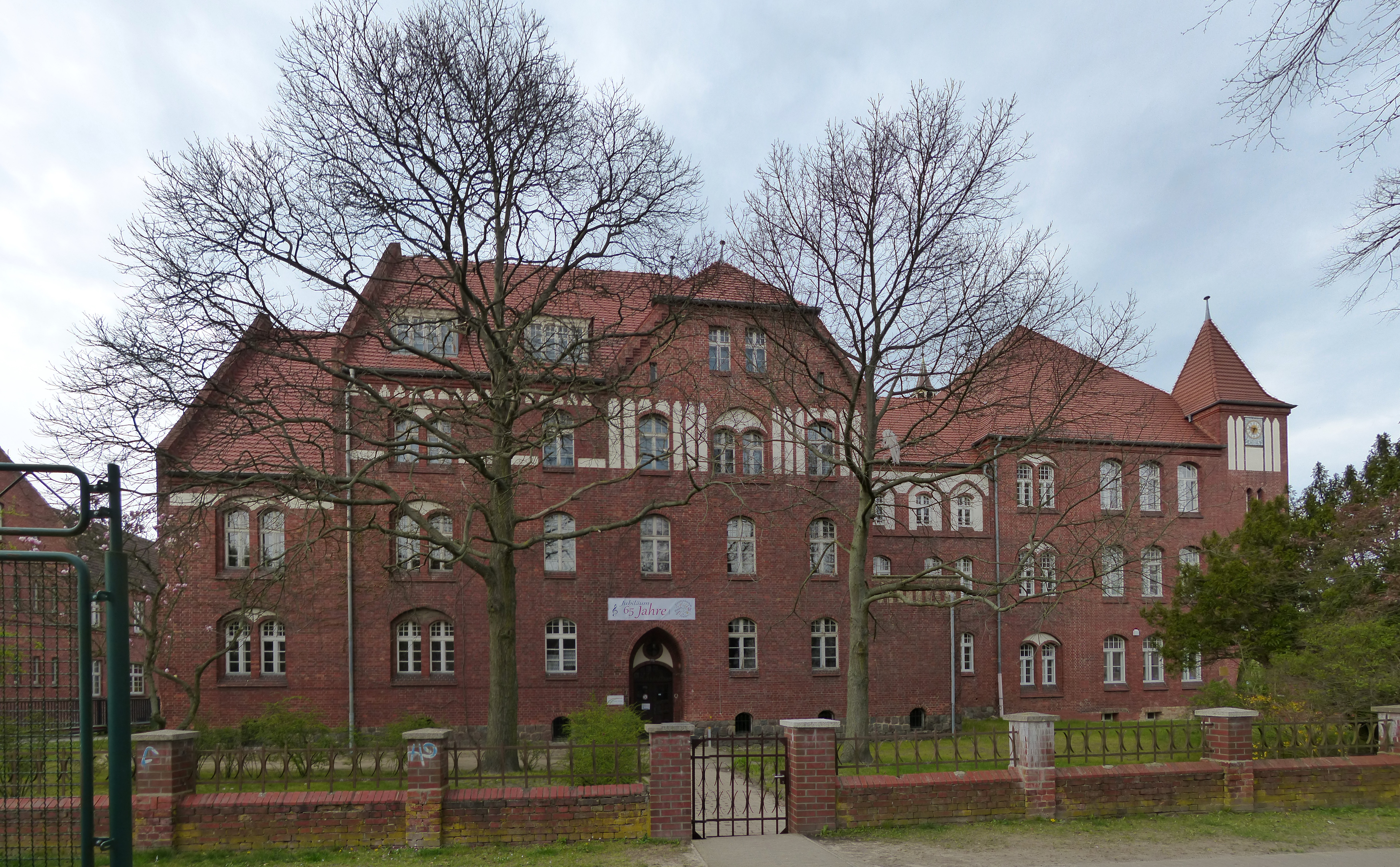
Nr. 22/25: Lilienthal-Gymnasium

Die Leipziger Allee in Anklam (Mecklenburg-Vorpommern) ist eine historische Straße, die in West- und dann in Nordrichtung von der Eckstraße und der Friedländer Straße bis zur Demminer Straße (B 110) führt.

## Geschichte

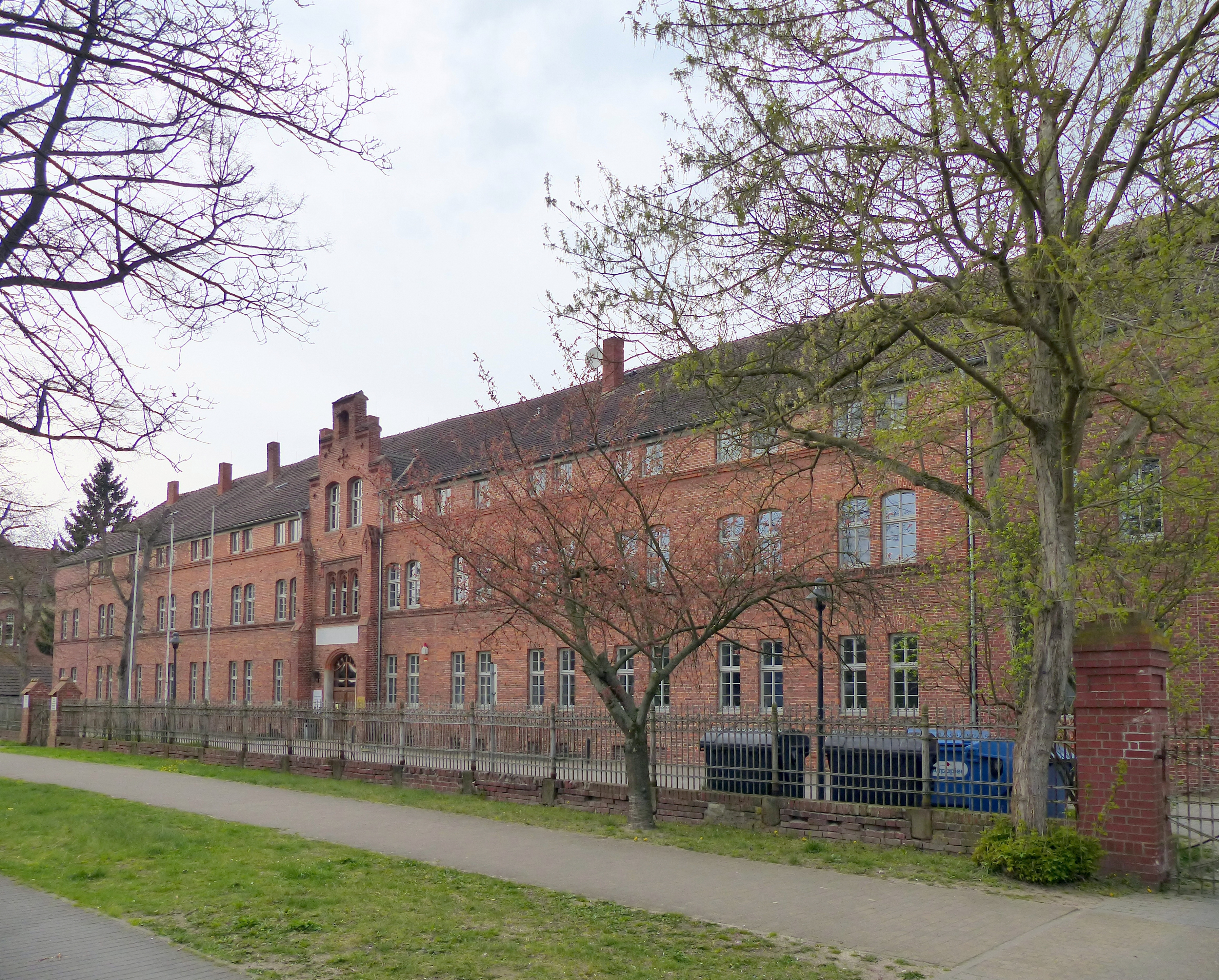
Nr. 26: Heilig-Geist-Stift II

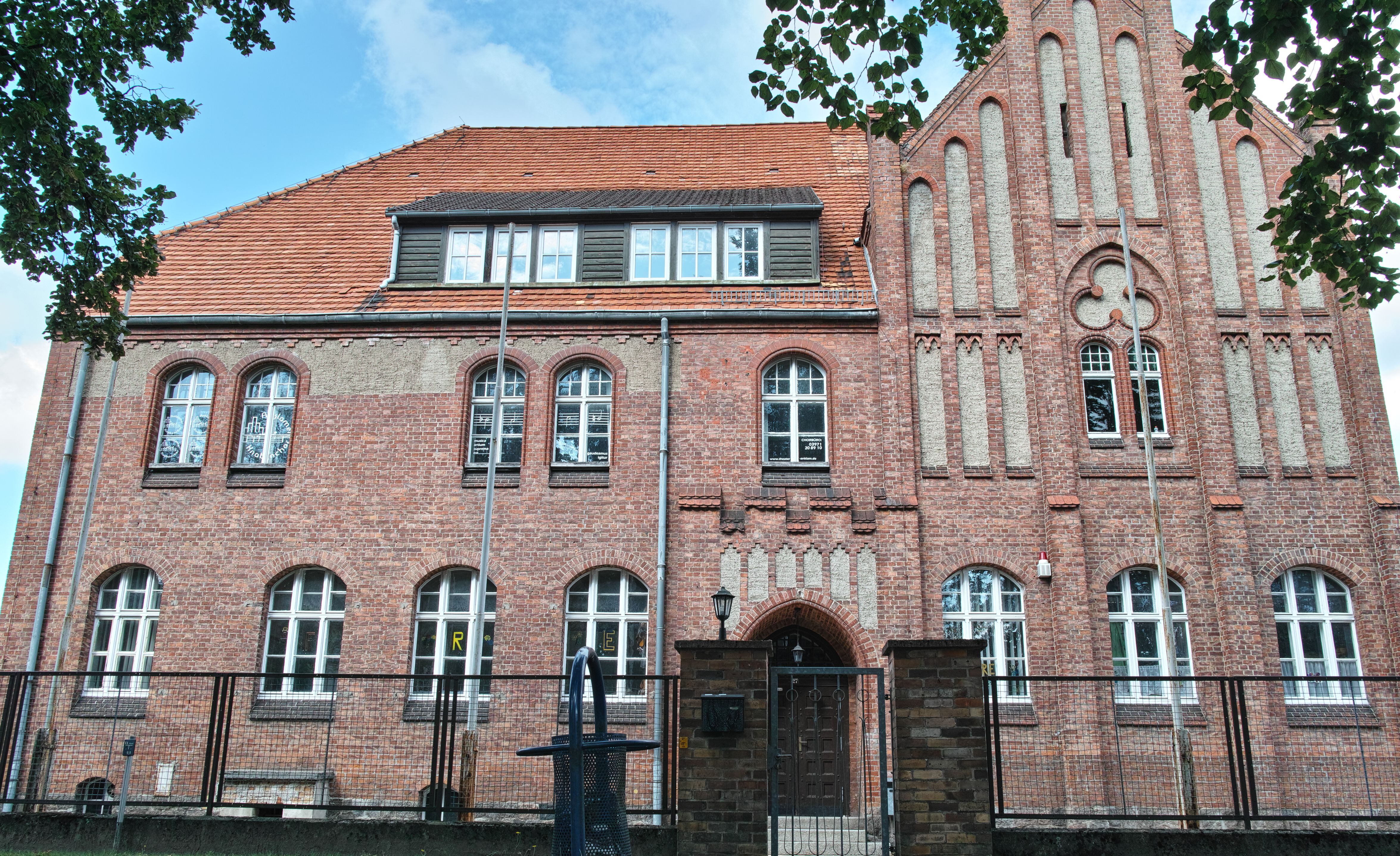
Nr. 27: Präparandenanstalt

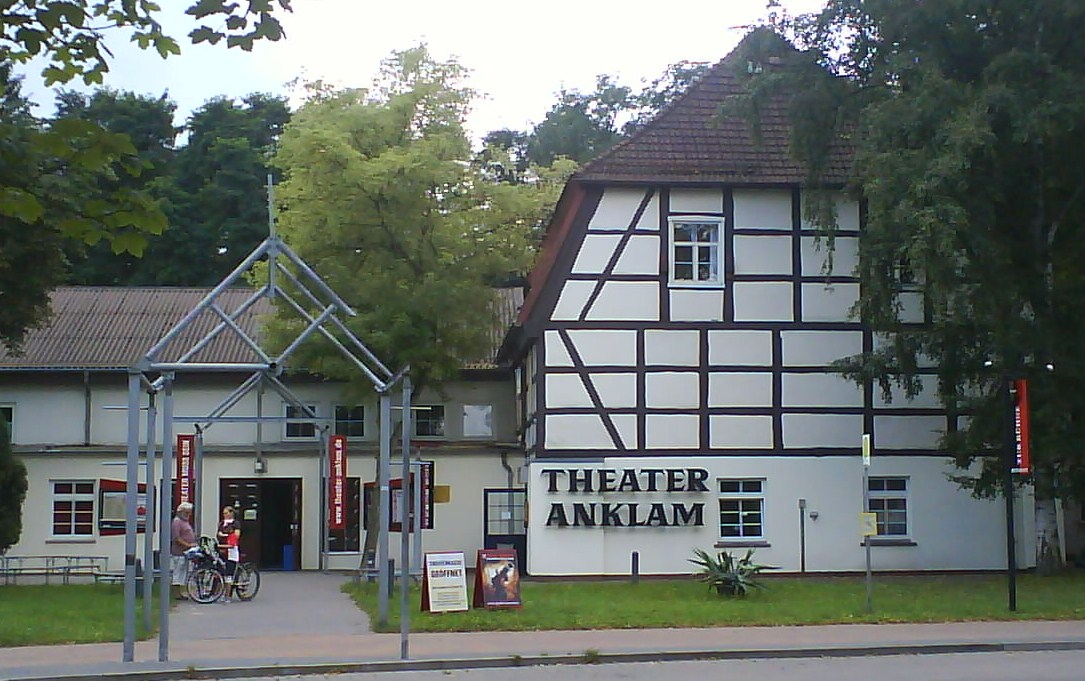
Nr. 34: Schützenhaus, heute Theater

Die Hanse- und Lilienthalstadt Anklam mit 12.331 Einwohnern (2019) wurde erstmals 1243 als oppidum (Siedlung) und 1264 als civitas (Stadt) erwähnt.
Die Leipziger Allee südlich der Altstadt stammt aus dem 19. Jahrhundert. 1844 wurde der Anklamer Turnplatz neben dem Schützenhaus eingeweiht. 1848 entstand das Armen- und Arbeitshaus auf dem St. Jürgen (Leipziger Allee, Feierabendheim), das ab 1851 als Frauengefängnis genutzt wurde.
Im Zweiten Weltkrieg wurde  Anklam mehrfach bombardiert und über 70 % der Innenstadt wurden zerstört. In der Leipziger Allee sind jedoch viele denkmalgeschützte Gebäude erhalten geblieben. Die markantesten sind das heutige Lilienthal-Gymnasium, das ehemalige Heilig-Geist-Stift, die ehemalige Präparandenanstalt und das ehemalige Schützenhaus (heute das Theater Anklam).

## Nebenstraßen
Die Anschluss- und Nebenstraßen wurden benannt als Eckstraße nach ihrem Verlauf, Friedländer Straße, die nach Friedland führt, Schülerberg nach den Schülerfesten, die auf der Anhöhe seit dem 18. Jahrhundert gefeiert wurden, Parkallee nach dem nördlichen Anklamer Stadtpark, Knickersteig, August-Bebel-Straße nach dem Arbeiterführer und Vorsitzenden der Sozialdemokraten August Bebel (1840–1913), Am Bock, Spantekower Landstraße, die nach Spantekow führt und Demminer Straße, die nach Demmin führt.

## Gebäude (Auswahl)

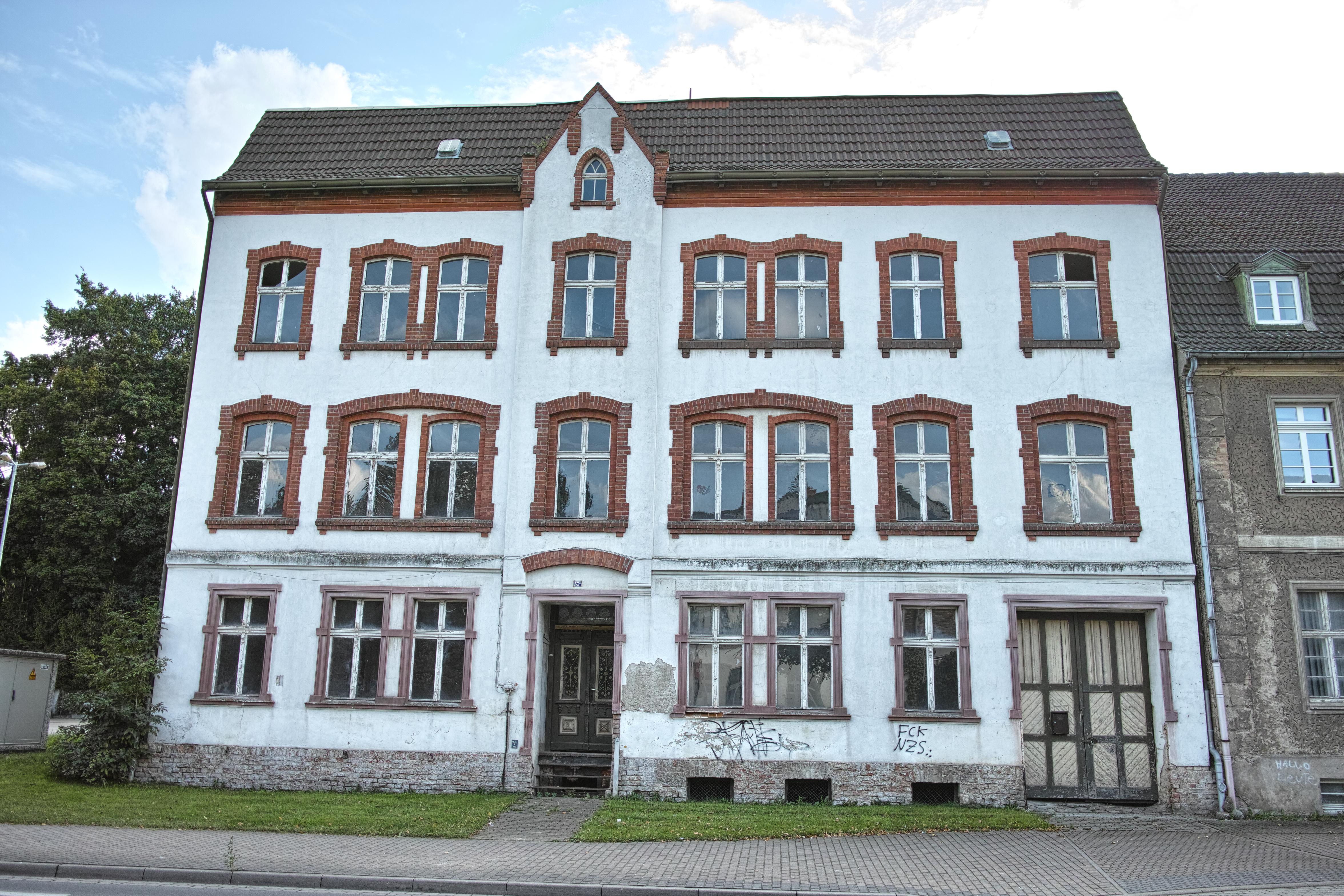
Nr. 57

Die mit D gekennzeichneten Gebäude stehen unter Denkmalschutz.
- Nr. 2a: 2-gesch. Wohnhaus mit Mezzaningeschoss (D)
- Nr. 3: 2-gesch. Wohnhaus mit denkmalgeschützter Haustür (D)
- Nr. 4: 2-gesch. Gebäude der Ambulanten Hilfe zur Erziehung
- Nr. 7: 2-gesch. Wohnhaus (D)
- Nr. 10a: 3-gesch. historisierendes Wohnhaus mit Seitenflügeln und Mezzaningeschoss (D)
- Nr. 11: 2-gesch. Wohnhaus (D)
- Nr. 12: Gebäude mit Restaurant
- Nr. 12/13a: 2-gesch. Gebäude mit einer Tagespflegeeinrichtung
- Nr. 18: 3-gesch. historisierendes Wohnhaus mit 4-gesch. barockisierendem Mittelrisalit (D), bis 2015 unsaniert
- Nr. 19: 3-gesch. Wohnhaus (D)
- Nr. 20: 3-gesch. historisierendes Wohnhaus mit Mezzaningeschoss (D)
- Nr. 20: 3-gesch. Wohnhaus (D)
- Nr. 21/21a: 3-gesch. historisierendes Wohnhaus mit Mezzaningeschoss (D), unsaniert
- Nr. 22/25: 3-gesch. verklinkertes ehemaliges Lehrerseminar von 1905/06 (D), heute Lilienthal-Gymnasium von 1926
- Nr. 26: 3-gesch. 15-achsiges verklinkertes Gebäude nach Plänen von Friedrich August Stüler[4] mit 3-gesch. Giebelrisalit, Umfassungsmauer und Toranlagen (D); ehemaliges Armen- und Arbeitshaus (1845–1849), dann Hilfsstrafanstalt für Frauen, danach Heilig-Geist-Stift II für 32 Stiftbewohner, später Feierabendheim; heute Verwaltungsgebäude für die Stadt und den Landkreis Vorpommern-Greifswald
- Nr. 27: 2-gesch. verklinkerte ehemalige Präparandenanstalt (Vorbereitungsschule für das Lehrerseminar) von 1905/06 mit 3-gesch. historisierendem Giebelrisalit und Portal (D); 1927 mit dem Heimatmuseum, heute mit Fritz-Reuter-Ensemble, EWTO-Schulen Brasch
- Nr. 29: 1-gesch. historisierendes Wohnhaus (D)
- Nr. 34: 2-gesch. ehemaliges Schützenhaus vom frühen 19. Jahrhundert als Fachwerkhaus (D); seit 1949 das Theater Anklam (siehe auch Vorpommersche Landesbühne)
  - Neben dem Schützenhaus befand sich ab 1844 der Turnplatz
- Nr. 35: 1-gesch. Fachwerkscheune (D) mit geputzten Ausfachungen
- Nr. 38: 2-gesch. einfaches Wohnhaus mit Giebelrisalit (D), mit überformter Fassade
- Grünanlage
- Nr. 44: 1-gesch. Wohnhaus mit Fachwerk (D), unsaniert
- Nr. 46: 1-gesch. Wohnhaus mit 2-gesch. Zwerchhaus (D)
- Nr. 55: 3-gesch. historisierendes Wohnhaus mit Mezzaningeschoss (D), unsaniert
- Nr. 56: 3-gesch. historisierendes Wohnhaus mit Mezzaningeschoss (D)
- Nr. 57: 3-gesch. historisierendes  Wohnhaus mit Giebelrisalit (D)
- Nr. 57a: 2-gesch. historisierendes Wohn- und Geschäftshaus mit Mittelrisalit und Portal (D), früheres AOK-Haus; die AOK Nordost ist heute am Markt 7
- Nr. 60: 1-gesch. neueres kleines Einkaufszentrum mit u. a. Apotheke sowie Stellplatzanlage
- Nr. 64: 2-gesch. Wohnhaus aus der Jahrhundertwende (D)
- Nr. 66: 2-gesch. Wohnhaus aus der Jahrhundertwende (D)
- Nr. 69: 2-gesch. historisierendes Wohnhaus mit Mezzaningeschoss (D), unsaniert
- Nr. 74: 2-gesch. Wohnhaus aus der Jahrhundertwende mit Mezzaningeschoss (D)

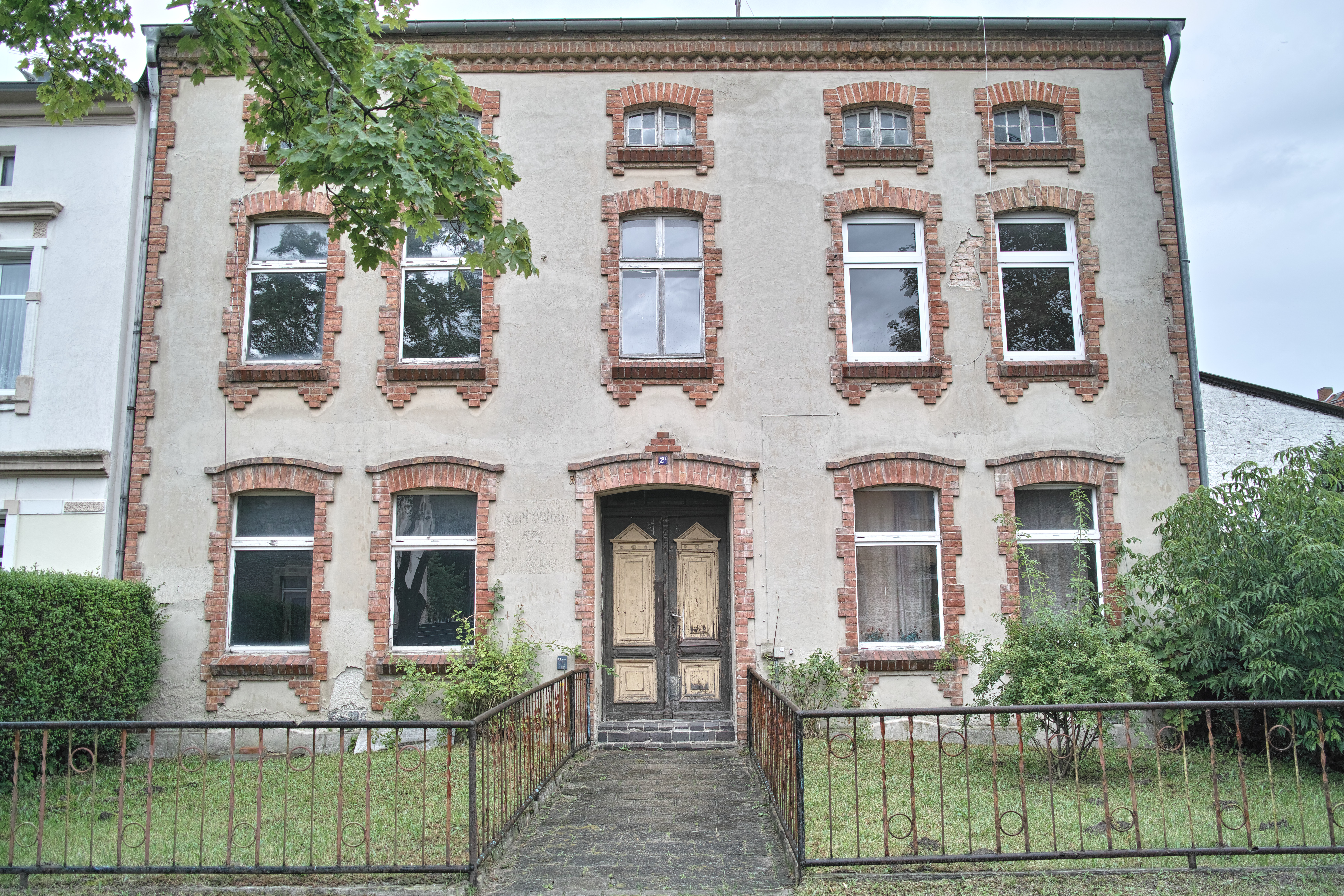
Nr. 2a
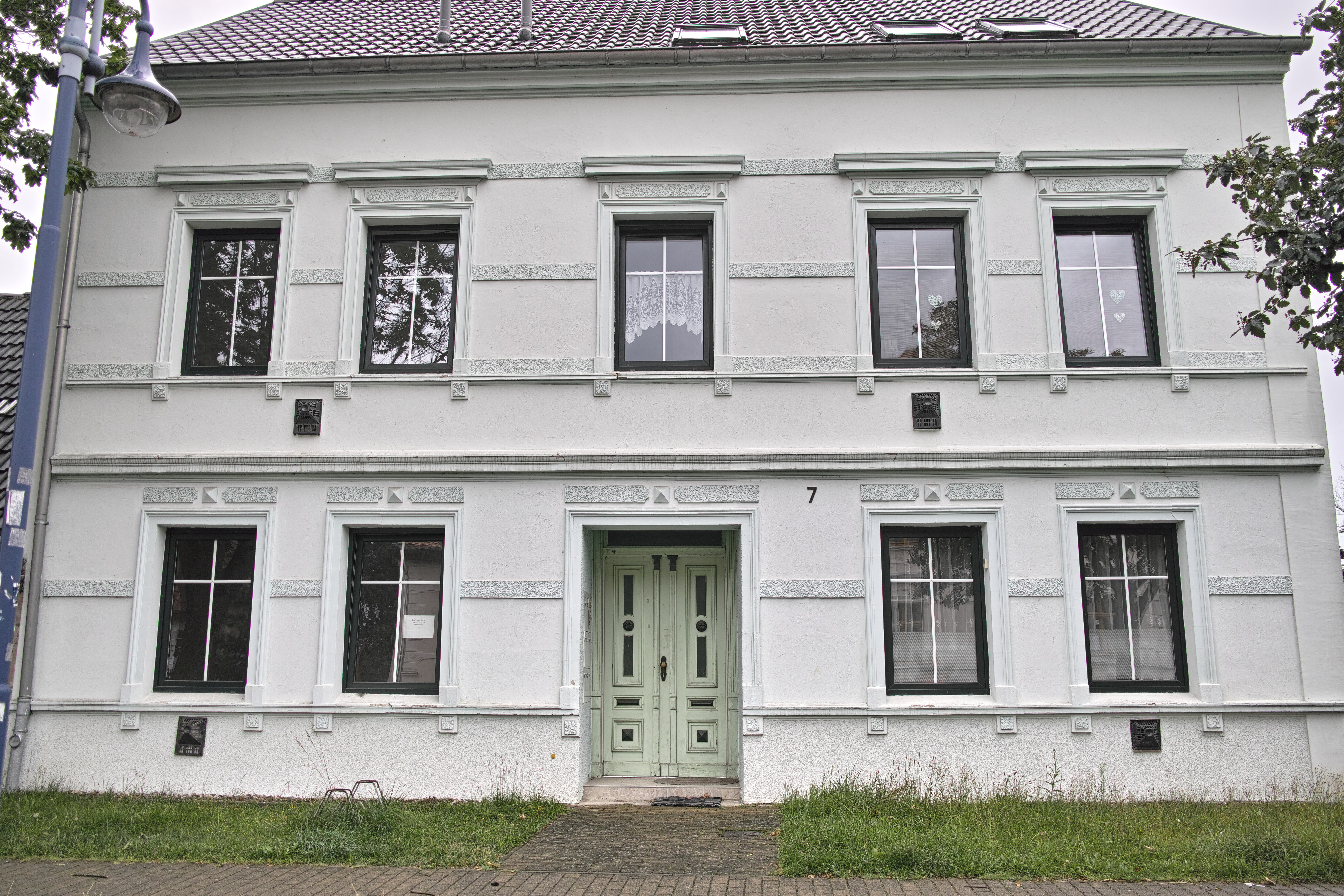
Nr. 7
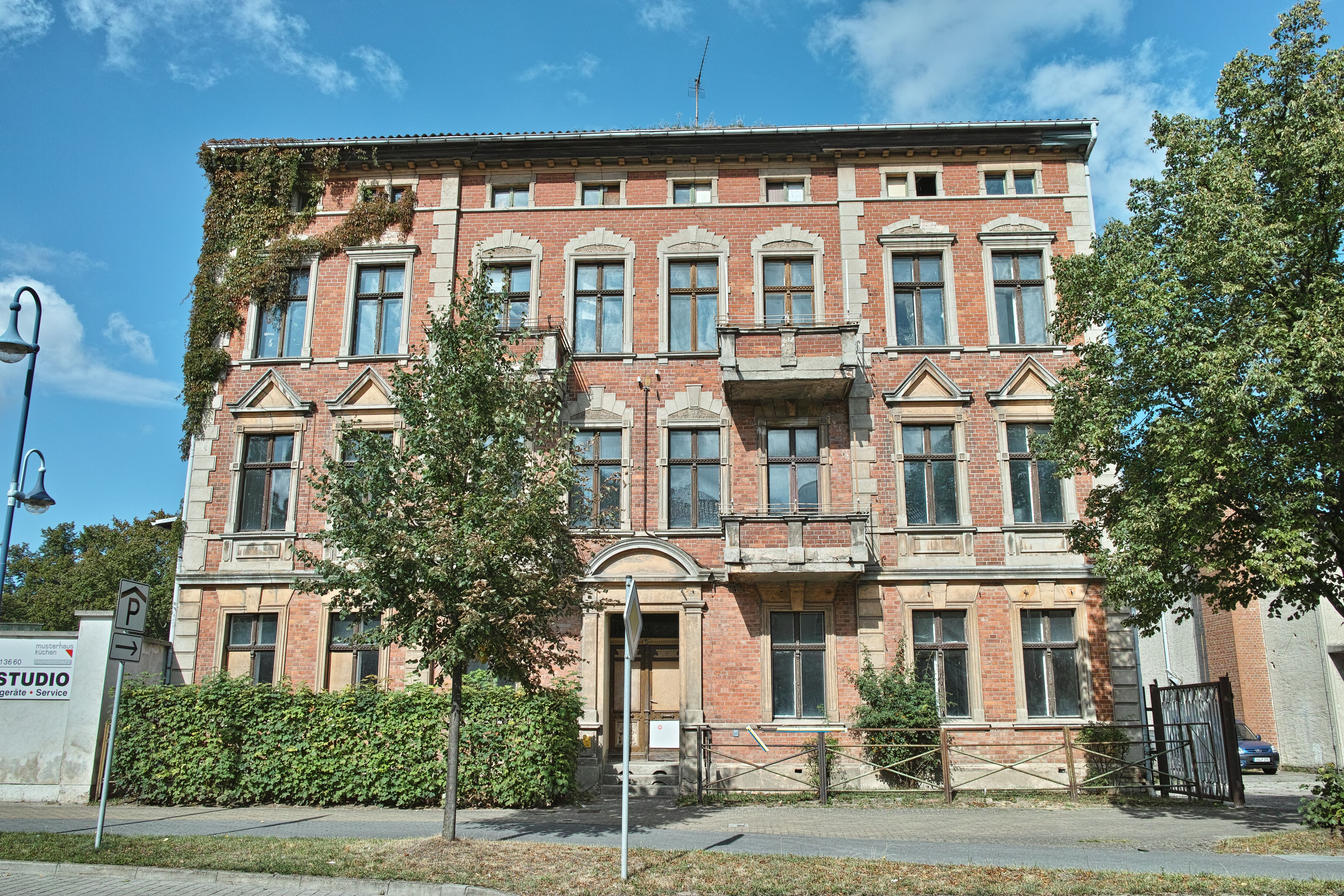
Nr. 10a
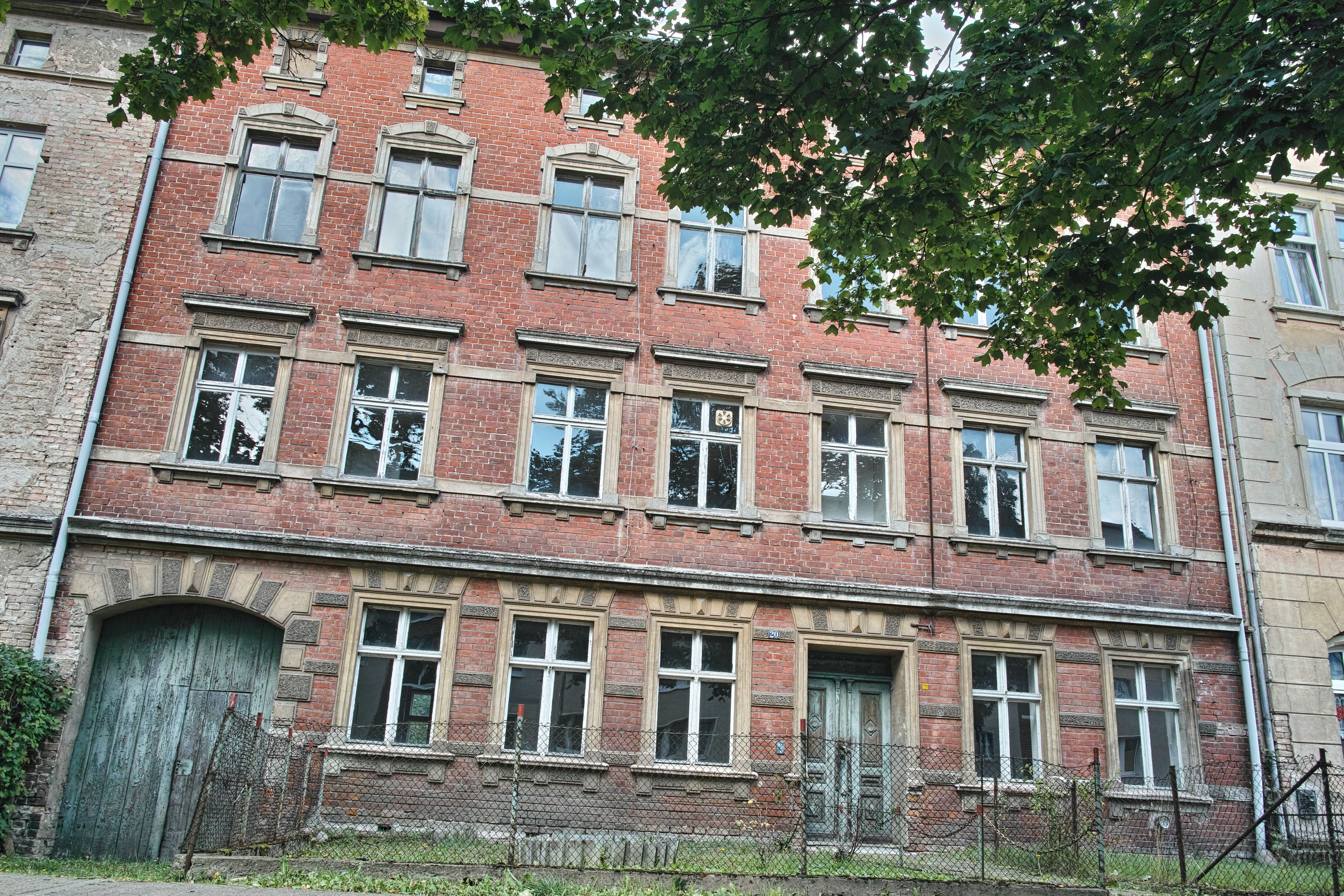
Nr. 20
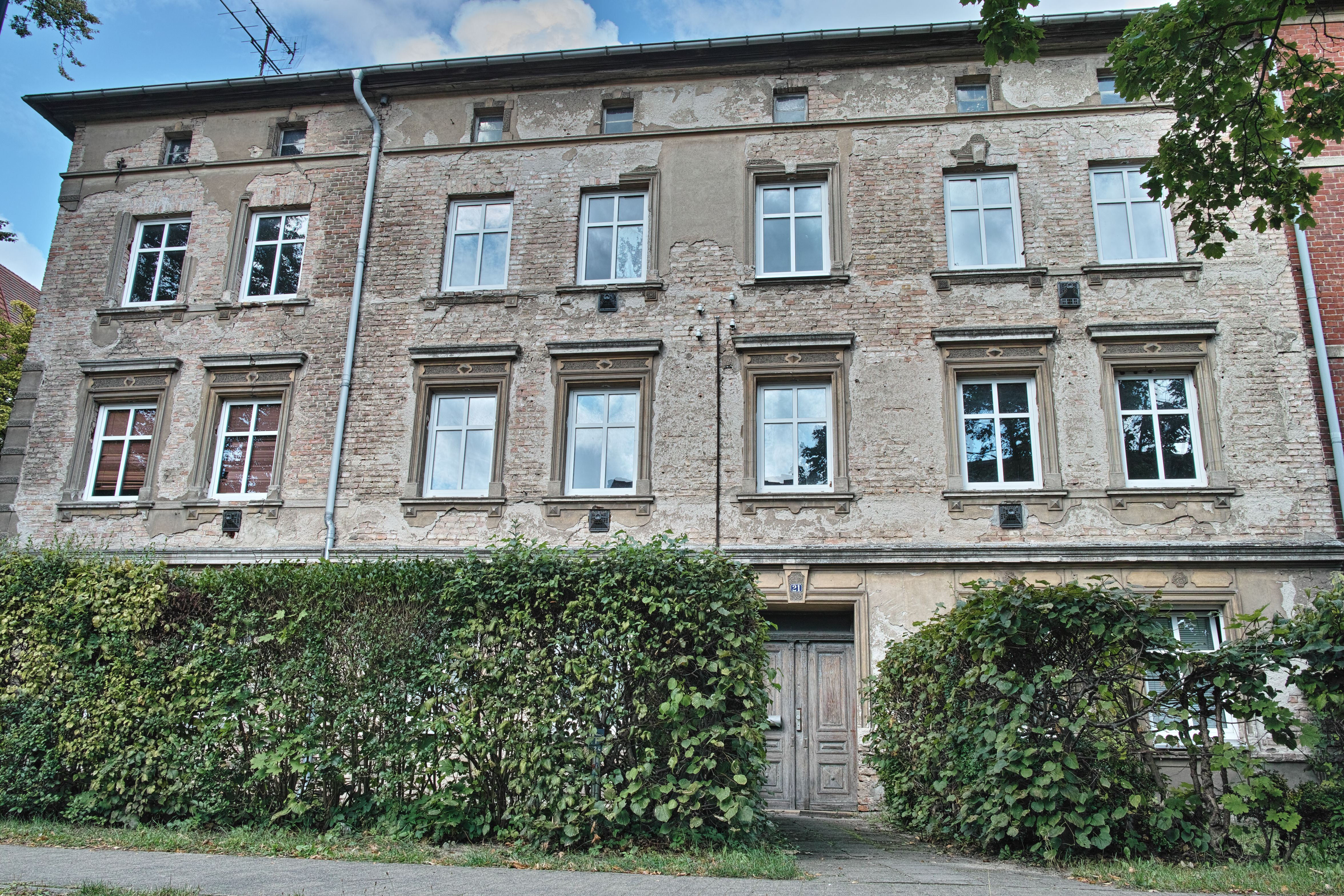
Nr. 21
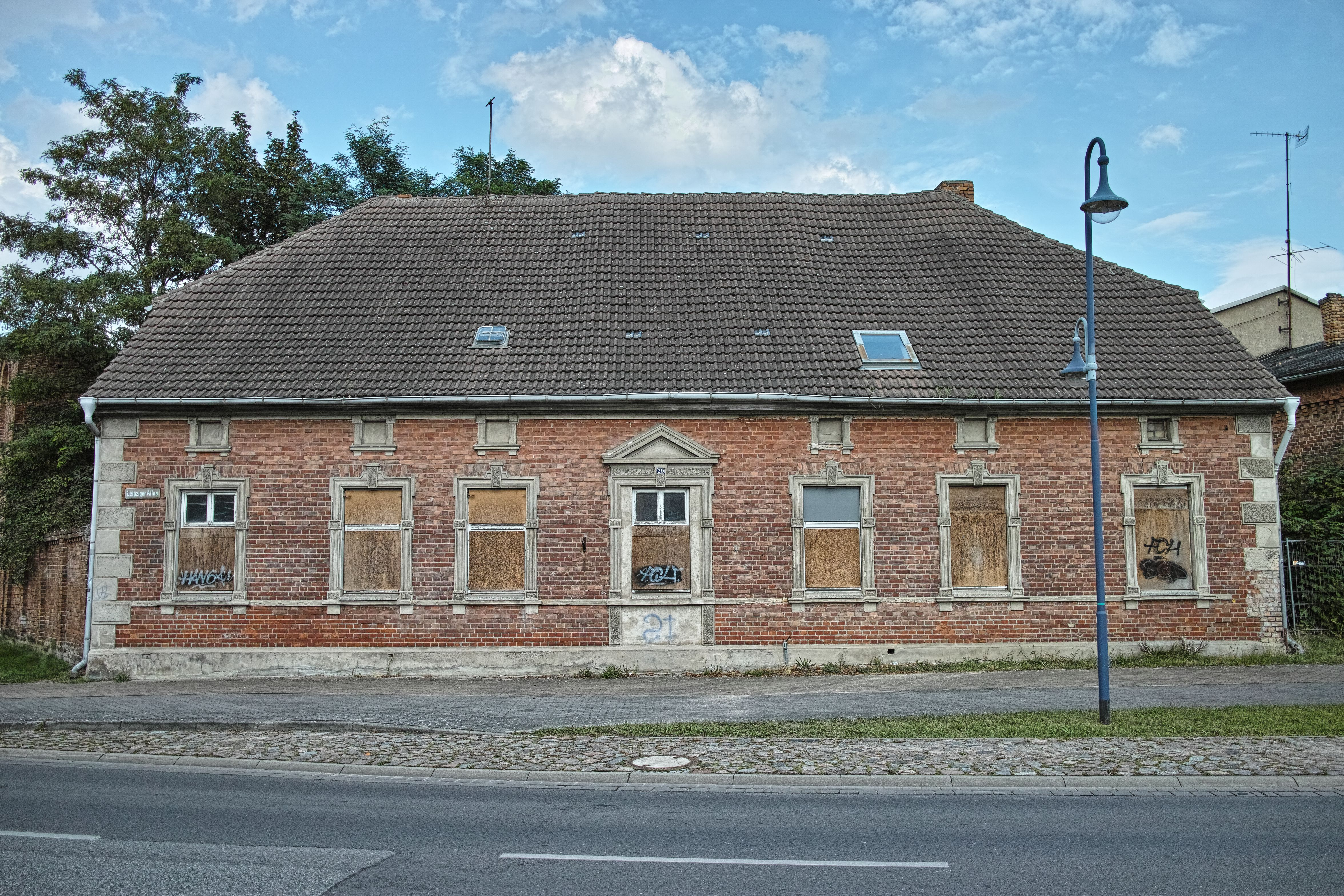
Nr. 29
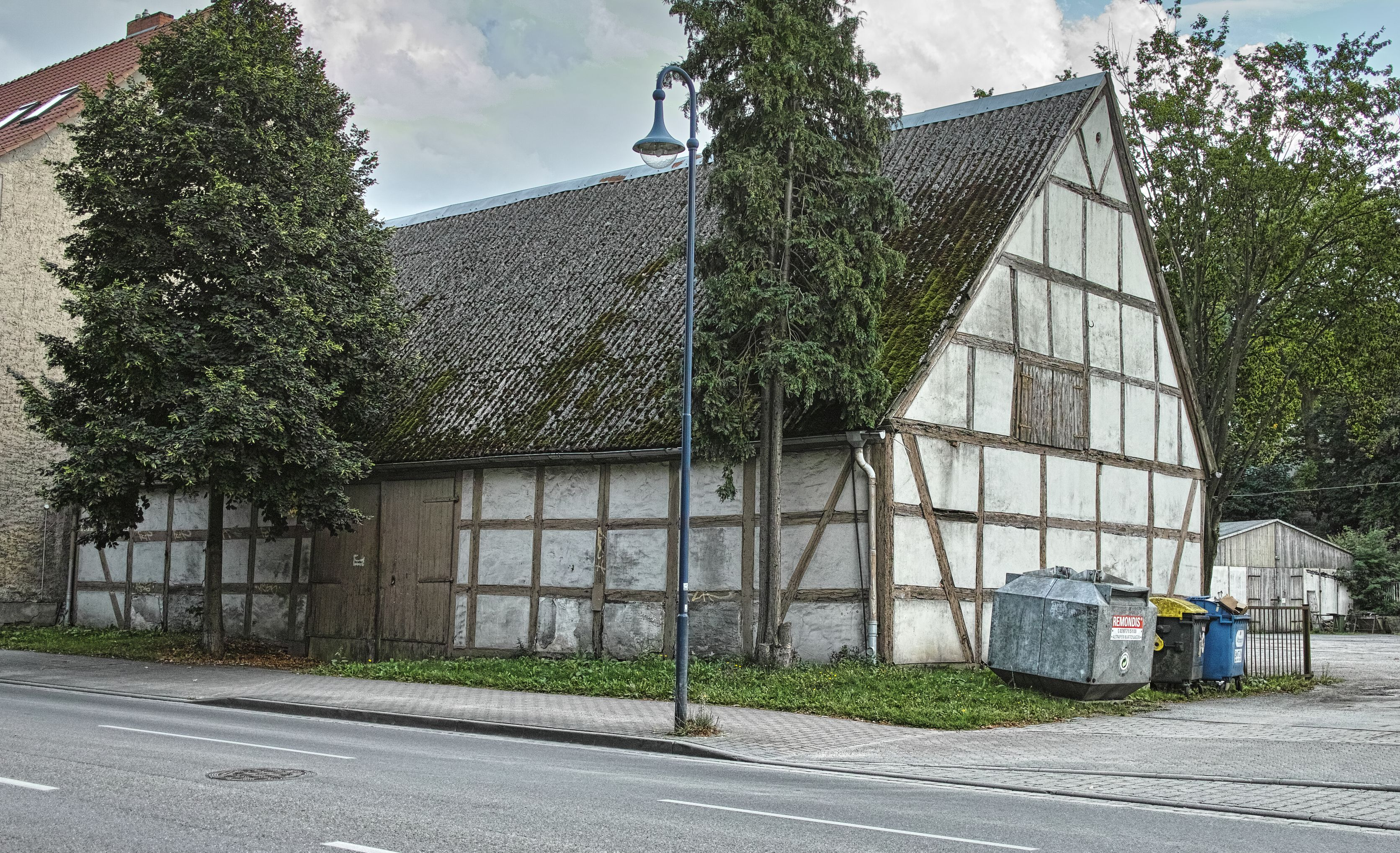
Nr. 35
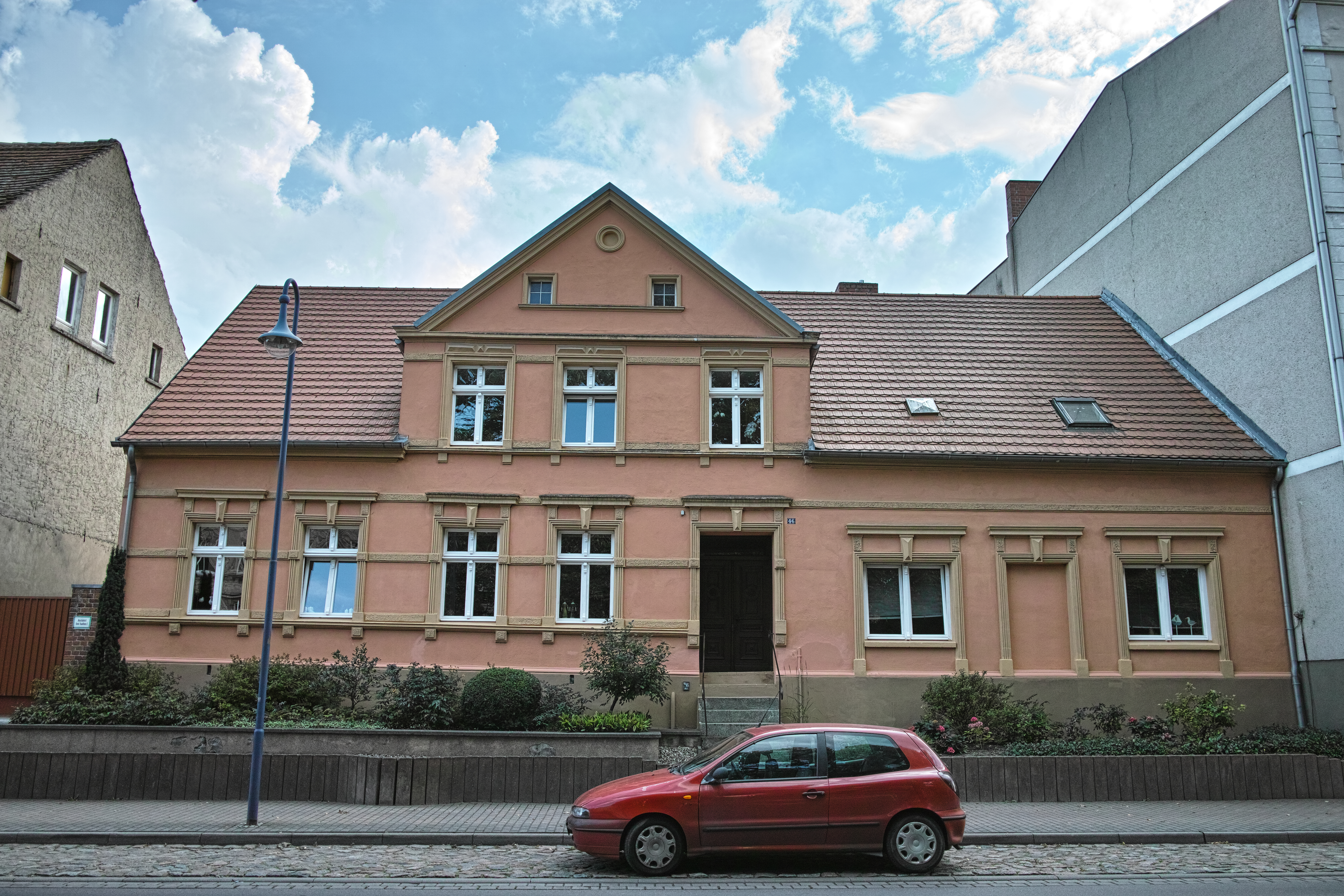
Nr. 46